# Santo Domingo-Caudilla
Santo Domingo-Caudilla község Spanyolországban, Toledo tartományban. Santo Domingo-Caudilla Santa Olalla, Maqueda, Novés, Torrijos, Gerindote, Escalonilla, Carmena és Alcabón községekkel határos. Lakosainak száma 1229 fő (2024).

## Népesség
A település népessége az utóbbi években az alábbiak szerint változott:
| Lakosok száma | 778  | 790  | 854  | 994  | 1065 | 1050 | 1019 | 1038 | 1111 | 1229 |
|               | 2001 | 2004 | 2007 | 2009 | 2012 | 2014 | 2017 | 2019 | 2022 | 2024 |